# Tough Love (Avicii)
Tough Love è un singolo del DJ svedese Avicii, pubblicato il 9 maggio 2019 come secondo estratto dal terzo album in studio Tim.

## Descrizione
Secondo singolo postumo del DJ, ha visto la collaborazione vocale della cantante svedese Agnes e del duo svedese Vargas & Lagola.

## Video musicale
Il videoclip è stato pubblicato il 14 maggio 2019 sul canale Vevo-YouTube del DJ.

## Classifiche

### Classifiche settimanali
| Classifica (2019) | Posizione massima |
| ----------------- | ----------------- |
| Austria           | 45                |
| Belgio (Fiandre)  | 68                |
| Canada            | 82                |
| Croazia           | 39                |
| Finlandia         | 14                |
| Germania          | 72                |
| Irlanda           | 35                |
| Lettonia          | 64                |
| Lituania          | 33                |
| Norvegia          | 9                 |
| Paesi Bassi       | 60                |
| Regno Unito       | 60                |
| Repubblica Ceca   | 38                |
| Slovacchia        | 28                |
| Svezia            | 2                 |
| Svizzera          | 31                |
| Ucraina           | 47                |
| Ungheria          | 14                |

### Classifiche di fine anno
| Classifica (2019) | Posizione |
| ----------------- | --------- |
| Svezia            | 31        |